# ボウリング・グリーン駅
ボウリング・グリーン駅（ボウリング・グリーンえき、英語: Bowling Green）はニューヨーク市地下鉄IRTレキシントン・アベニュー線の駅である。マンハッタン区フィナンシャル・ディストリクトのブロードウェイとバッテリー・プレイスの交差点に位置し、4系統が終日、5系統が深夜を除く終日停車する。

## 歴史
駅は1905年7月10日に開業した。この当時はジョレールモン・ストリート・トンネルを抜けてブルックリン区まで向かう線路は敷設されておらず、レキシントン・アベニュー線の列車は全てサウス・フェリー・ループス駅外側ホームを終点としていた。1908年のジョレールモン・ストリート・トンネル開通後、大半の列車がブルックリン区へ乗り入れを開始したが、ラッシュ時の一部列車は依然サウス・フェリー・ループス駅止まりであった。しかし、この運転形態ではラッシュ時のブルックリン区内の大量の乗客を捌ききれないことがすぐに分かった。
ジョレールモン・ストリート・トンネル開通のわずか3ヶ月後にボウリング・グリーン駅の西側に新たなホームの建設が開始された。ホームは1909年に完成し、ラッシュ時の本線列車は全てブルックリン区内直通となりサウス・フェリー・ループス駅へのアクセスはこのホームから発着するボウリング・グリーン-サウス・フェリー・シャトルが担うこととなった。シャトル列車は2両編成であったためこのホームのみ有効長は3両と短くなっている。1918年、IRTブロードウェイ-7番街線各駅停車（1系統）がサウス・フェリー・ループス駅外側ホームを終着駅に変更したが、シャトル列車は1977年の予算削減により廃止されるまで走り続けた。シャトルホームは1978年に駅の他の部分と共に改装されている。

## 駅構造
| G          | 地上階                                 | 出入口 (ブロードウェイ-バッテリー・プレイス交差点北西角にエレベーター) |
| P ホーム階 | 単式ホーム、右側ドアが開く             | 単式ホーム、右側ドアが開く |
| P ホーム階 | 北行線                                 | ← ウッドローン駅行き（ウォール・ストリート駅） ← イーストチェスター-ダイアー・アベニュー駅行き（ウォール・ストリート駅） ← ラッシュ時：ネレイド・アベニュー駅行き（ウォール・ストリート駅）                                                                                             |
| P ホーム階 | 島式ホーム、南行列車のみ左側ドアが開く | |
| P ホーム階 | 南行線                                 | → クラウン・ハイツ-ユーティカ・アベニュー駅行き（ボロー・ホール駅）→ 深夜帯：ニューロッツ・アベニュー駅行き（ボロー・ホール駅）→ 平日：フラットブッシュ・アベニュー-ブルックリン・カレッジ駅行き（ボロー・ホール駅）→ 週末・夜間：当駅止まり（客扱なし：サウス・フェリー・ループス駅）→ |
| P ホーム階 | 島式ホーム、廃止（有効長3両）          | |
| P ホーム階 | シャトル                               | → 定期列車なし（定期列車なし：サウス・フェリー・ループス駅） |
| M          | 改札階                                 | 改札口、駅員詰所、メトロカード自動券売機 |

駅は単式ホーム1面と島式ホーム2面、線路3線を有した3面3線の地下駅である。ただし、単式ホームが北行列車、中央の島式ホームが南行列車の客扱を担当しており、西側の島式ホームおよびその西に敷設されている線路は旅客営業には使われていない。この西側のホームはかつてボウリング・グリーン-サウス・フェリー・シャトルが使用していた。
駅は南側で2手に分かれる。南北線はそのまま南へ向かいジョレールモン・ストリート・トンネルを通過しIRTイースタン・パークウェイ線ボロー・ホール駅に入る。このルートは4系統が終日、5系統が平日20時45分まで使用している。西側1線は西へ分かれてサウス・フェリー・ループス駅内側ホームを通過し、レキシントン・アベニュー線北行線に合流し再度当駅へ戻ってくる。このルートは週末および深夜帯の5系統が折り返しに使用している。ただし、回送列車のためサウス・フェリー・ループス駅では乗降できない。

### 出口
駅には地上への階段3つ、エスカレーター2機（上下1機ずつ）、エレベーター1機がある。ブロードウェイとバッテリー・プレイスの交差点北東に階段1つ、同交差点北西に階段1つとエレベーター1機が接続している。また、アレクサンダー・ハミルトン合衆国税関前、ステート・ストリート西側に階段1つとエスカレーター2機が接続しており、ここから税関を挟んだ東側にはサウス・フェリー駅の入口がある。

### コントロール・ハウス
アレクサンダー・ハミルトン合衆国税関前、ステート・ストリート西側の出入口はボウリング・グリーンIRTコントロール・ハウスまたはバッテリー・パーク・コントロール・ハウスとして知られている駅本屋がある。これは1905年にハイン&ラハージュにより建てられたもので、1980年5月6日にアメリカ合衆国国家歴史登録財に登録されている。

## アートワーク
駅にはコンテンツを順番に映すことができるライトボックスがある。2015年4月以降は、ニューヨーク市地下鉄7系統延伸や2番街地下鉄、イースト・サイド・アクセスといったMTAが進めていた工事の風景を写したパトリック・J・キャッシュの写真を纏めた『Breaking Ground』と呼ばれる物を映している。また、この写真の一部はFlickrのMTAアカウントから閲覧することができる。

## 画像

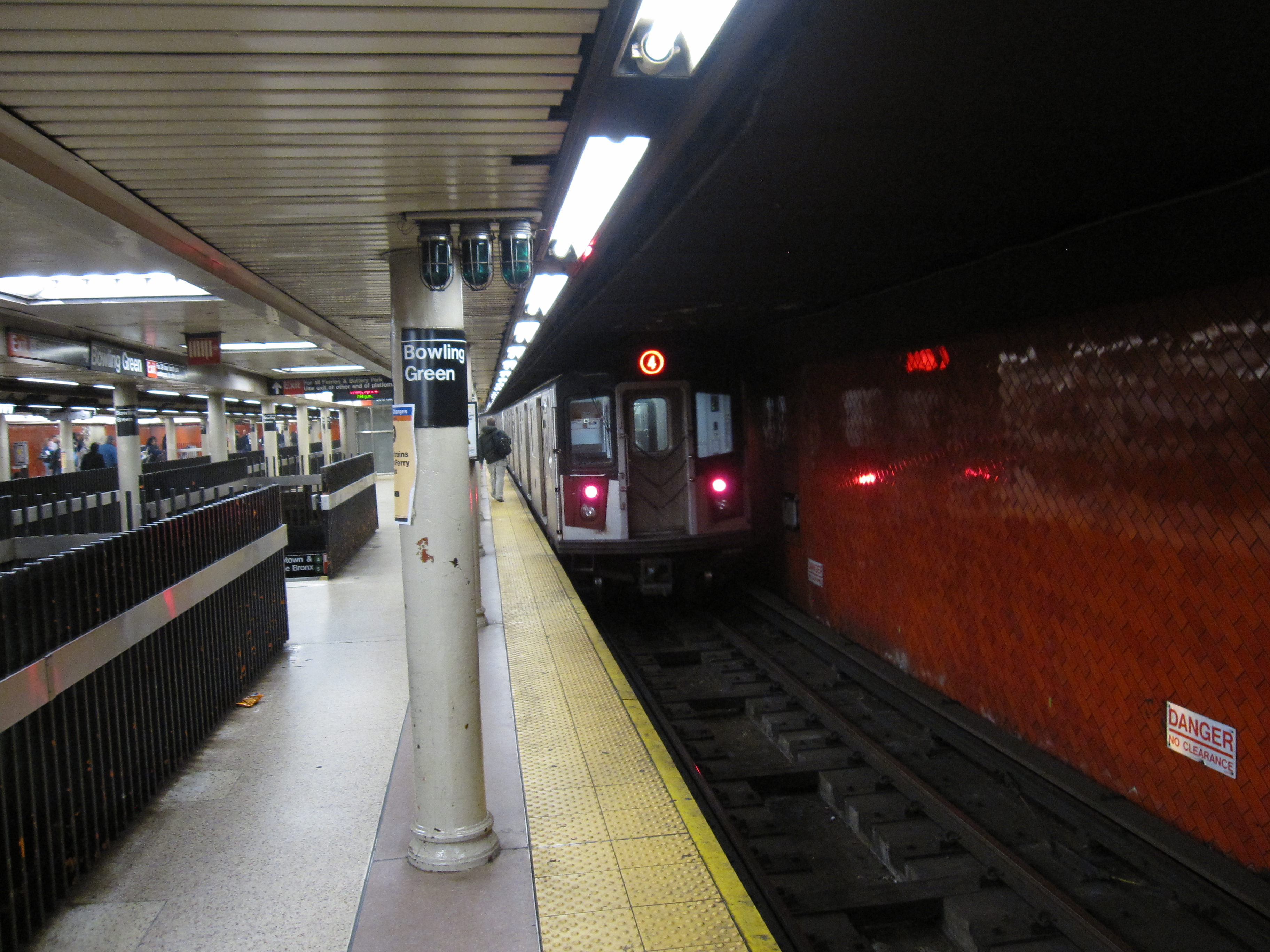
1970年代に設置された壁面のオレンジ色のタイル
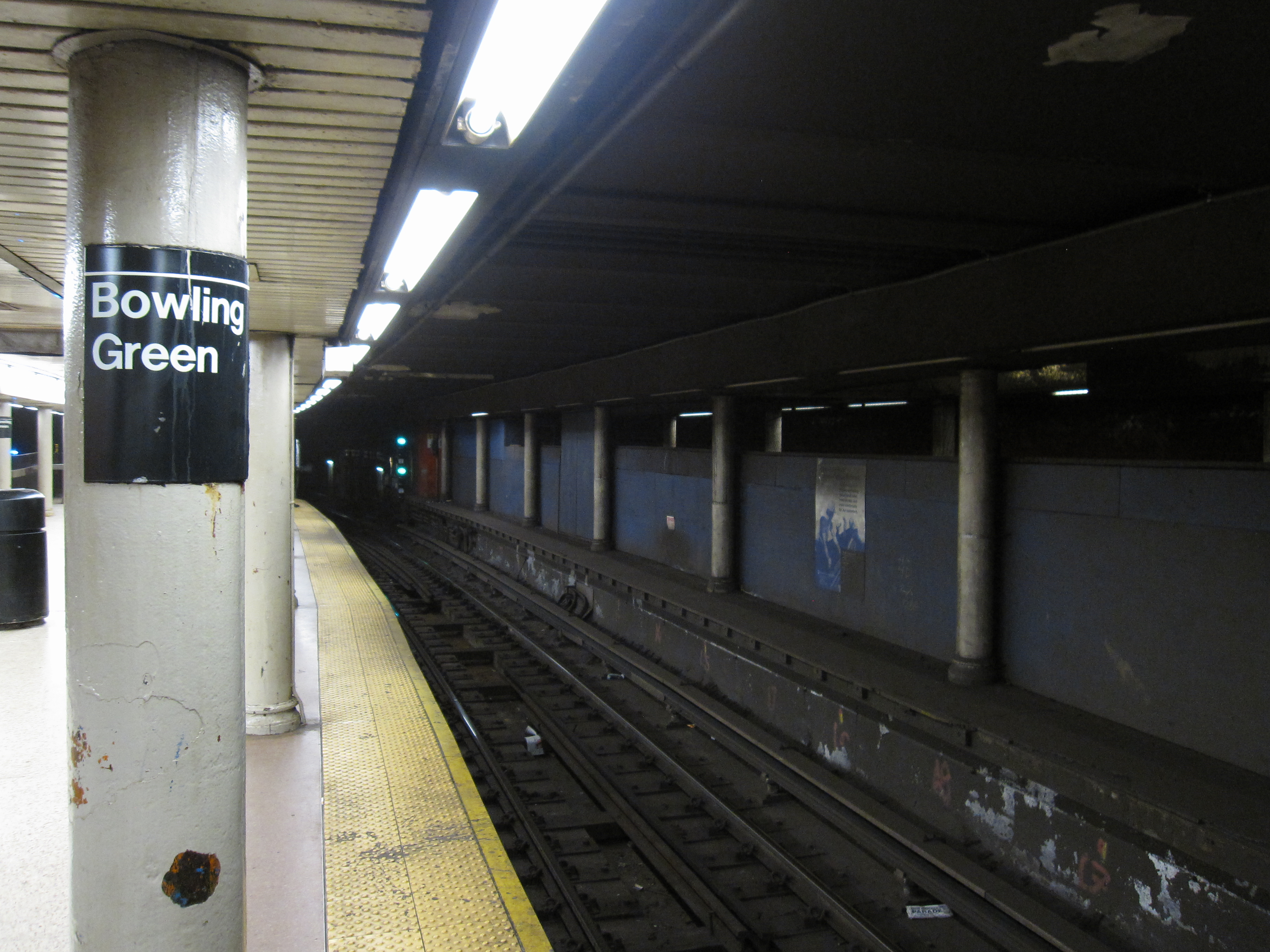
かつてシャトル列車が発着していた線路
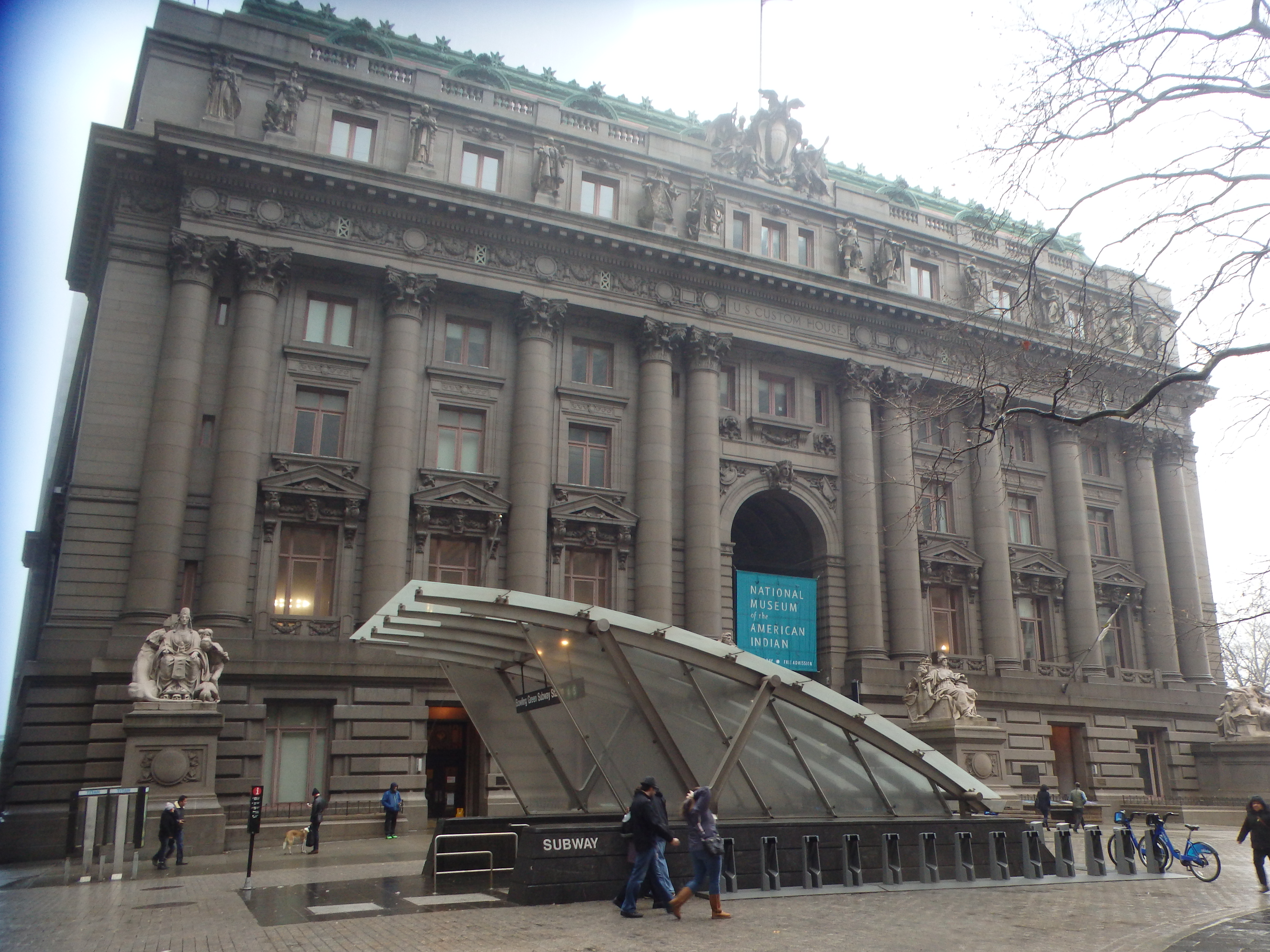
ボウリング・グリーンの出入口
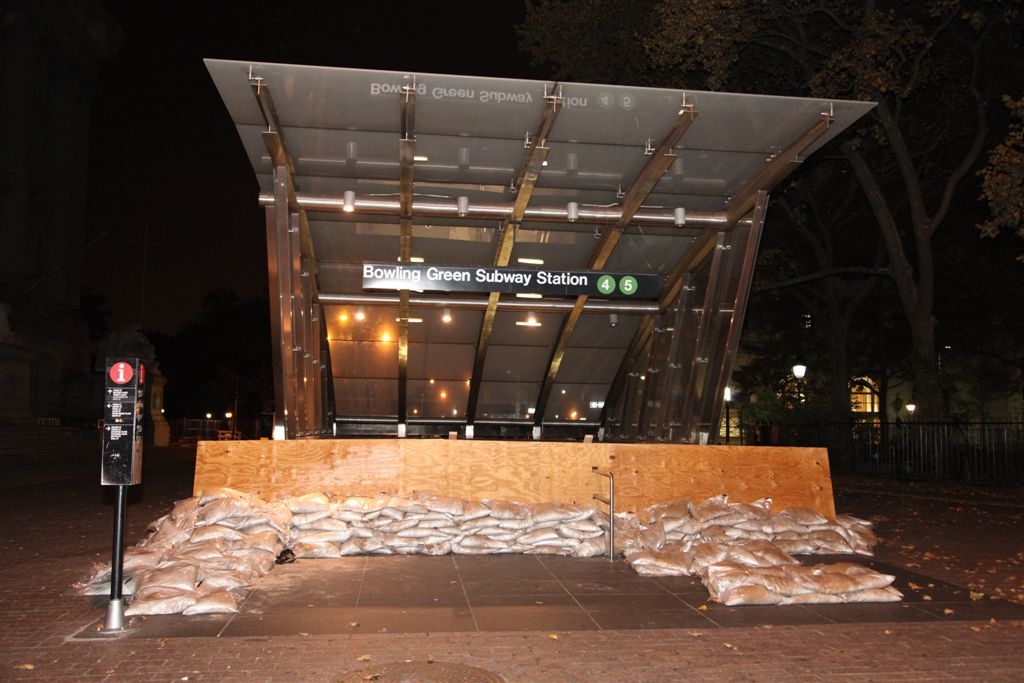
ハリケーン・サンディの襲来に伴い浸水対策のなされた駅入口